# Babīna
Babīna är en ort i Indien.   Den ligger i distriktet Jhānsi och delstaten Uttar Pradesh, i den centrala delen av landet, 400 km söder om huvudstaden New Delhi. Babīna ligger 287 meter över havet och antalet invånare är 35 538.
Terrängen runt Babīna är platt. Runt Babīna är det tätbefolkat, med 266 invånare per kvadratkilometer. Babīna är det största samhället i trakten. Trakten runt Babīna består till största delen av jordbruksmark.